# Rose-Marie (operett)
Rose-Marie är en musikalisk operett i två akter med text av Otto Harbach och Oscar Hammerstein, samt musik av Rudolf Friml och Herbert Stothart.

## Historia
Teaterproducenten Arthur Hammerstein önskade skapa en ny Broadwayshow i operettraditionen med exotisk, ovanlig handling. Han skickade sin brorson Oscar Hammerstein och Otto Harbach till Quebec i Kanada för att åse en enligt rykten magnifik festival med isskulpturer. De båda männen rapporterade att det inte fanns någon, hade heller aldrig funnits, någon sådan festival i varken Quebec eller någon annan del av Kanada. Arthur Hammerstein gillade emellertid den kanadensiska miljön och Oscar Hammerstein och Harbach började arbeta på texten för den nya operetten. Rudolf Friml och Herbert Stothart samarbetade med musiken. De komponerade ibland tillsammans, men för det mesta arbetade de var för sig. När all musik var färdigskriven visade det sig att Friml hade svarat för de bästa solistnumren; Indian Love Call, Oh, Rose-Marie och The Door of My Dreams. Ett fjärde slagkraftigt nummer, Totem Tom-Tom, med körflickorna skrudade à la totempålar hade Friml och Stothart komponerat gemensamt, men Friml lär ha stått för själva refrängen.
Handlingen i Rose-Marie bjöd på en del rafflande ingredienser. Det var sensationellt år 1924 att använda ett mord som motiv i en operett. Hjälten Jim Kenyon blir anklagad för ett mord som i själva verket har begåtts av en indianflicka, men han räddas av Rose-Marie la Flamme, den omsvärmade sångerskan på Lady Janes hotell. Rose-Marie var inte den första operett vari ingick ett mord. Men Rose-Marie behandlade ämnet med en "seriös" aspekt på romansen i en exotisk miljö. Avsikten var att komma bort från den sedvanliga glättigheten med förklädda kungligheter som fortfarande dominerade de europeiska operetterna långt in på 1920-talet.
Premiären ägde rum på Imperial Theatre i New York 2 september 1924 och spelades 557 gånger. Året därpå sattes den upp på Drury Lane Theatre i London och där spelades den 581 gånger. Det var kung Georg V:s favoritoperett och han såg den tre gånger under speltiden på Drury Lane Theatre.
Handlingen utspelas i Saskatchewan och Quebéc. Musikalen har filmatiserats flera gånger, bland annat en stumfilm med Joan Crawford 1928, och 1936 med Nelson Eddy och Jeanette MacDonald i huvudrollerna.

### Svenska uppsättningar
Den 11 oktober 1929 hade Rose-Marie svensk premiär på Vasateatern i Stockholm i svensk översättning av Nalle Halldén och S.S. Wilson. Gustaf Bergman regisserade och huvudrollerna spelades av Margit Rosengren och Lars Egge. Övriga roller gjordes av Adolf Niska, Maritta Marke, Christian Schröder, Greta Söderberg, Hugo Jacobson, Tage Almqvist, Oscar Åberg, Dagmar Olsson. Uppsättningen spelades 112 gånger.

## Musiknummer
| Akt I - "Vive la Canadienne" – Sergeant Malone and Ensemble - "Hard-Boiled Herman" – Hard-Boiled Herman and Ensemble - "Rose-Marie" – Jim Kenyon and Sergeant Malone - "The Mounties" – Sergeant Malone and Ensemble - "Lak Jeem" – Rose-Marie La Flamme and Ensemble - "Rose-Marie (Reprise)" – Rose-Marie, Sergeant Malone, Edward Hawley, Emile and Ensemble - "Indian Love Call" – Rose-Marie and Jim - "Pretty Things" – Rose-Marie and Ensemble - "Why Shouldn't We?" – Lady Jane and Hard-Boiled Herman - "Totem Tom-Tom" – Wanda and Ensemble | Akt II - "Pretty Things (Reprise)" – Ethel Brander and Girls - "Only a Kiss" – Hard-Boiled Herman, Lady Jane and Sergeant Malone - "I Love Him" – Rose-Marie, Jim, Hawley, Emile, Ethel and Wanda - "The Minuet of the Minute" – Rose-Marie and Hard-Boiled Herman - "One Man Woman" – Lady Jane, Hard-Boiled Herman and Ensemble - "The Door of Her Dreams (Door of My Dreams)" – Ensemble |